# 국립 사격 센터

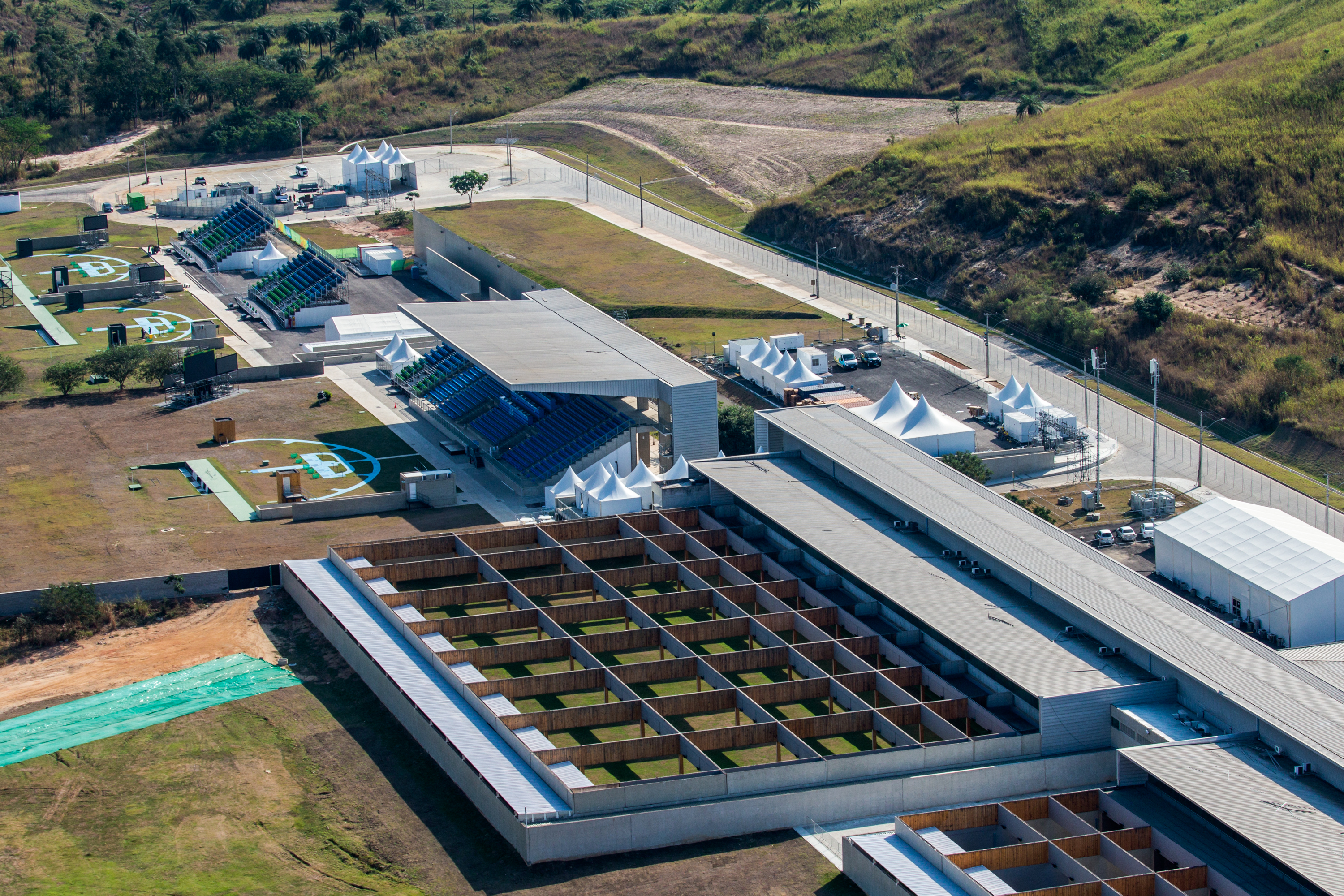
국립 사격 센터

국립 사격 센터(포르투갈어: Centro Nacional de Tiro)는 브라질 리우데자네이루 데오도루에 위치한 사격장이다. 2016년 하계 올림픽에서 사격 종목 경기장으로 사용되었다.